# うわの倶楽部ステーション
うわの倶楽部ステーション（うわのくらぶステーション）はインターネットラジオ放送局『BBstation 内 のBBstationチャンネル』で毎週火曜日 21:00 - 21:50（JST）まで放送しているインターネットラジオ番組。女優小栗由加と漫画家兼舞台役者のみずしな孝之と舞台役者の村木藤志郎が所属するお笑い系劇団「劇団うわの空・藤志郎一座」メンバーがパーソナリティを務めている。略称は「うわステ」。2012年8月28日まではBBstationのサイトで放送していた。

## 概要

### スタッフ
- パーソナリティ：みずしな孝之・小栗由加・村木藤志郎・高橋奈緒美・島優子 他、お笑い系劇団「劇団うわの空・藤志郎一座」メンバー
- アシスタント：土田真巳
- ディレクター：

## コーナー

### 小喜利
やることは普通の大喜利。第70回の放送でお題を募集した。答えだけでなく、お題も募集している。
| 放送回 | お題                                                     |                                            |
| ------ | -------------------------------------------------------- | ------------------------------------------ |
| 第71回 | マイケル・ジャクソンがまさかの復活、マイケルの第一声は？ | 「もしも、細川たかしが、パトカーだったら」 |
| 第73回 | 玉手箱を開けておじいさんになっちゃった、そこで一言       | 「ウルトラソウル！！ヘーイ！！」           |
| 第74回 | “AKB48”のAKBって何の略？                                 | (5月18日放送予定・募集中)                  |
| 第77回 | 鳥山アキラ先生、待望の新連載、そのタイトルは？           | (6月8日放送予定・募集中)                   |

### オンリージモティー
以前終了した「お国自慢マン」のコーナーの「自慢」ではなく、紹介に特化したコーナー。地元なら当たり前のことを紹介したり、他の地方では違うの？というような質問などを送ってもらう。
例
- 関西ではおにぎりが「味付け海苔」って本当？
- コンビニで「おにぎり温めますか？」と聞かれるのは北海道だけ？

### 助六（仮）
座長の「うわステに足りないものは、エロだっ！」ということで始まったコーナー。シモな言葉を素敵な言葉に言い換える。

### リアルわらしべ
第41回に座長より告知があり、第44回で内容が発表されたコーナー。わらしべ長者のように、物を交換していき、最終目的は「シーランド公国」である。
現在の品と交換したい品の写真をメールで添付し、交換していく。もしも、パーソナリティーの気に入ったものがあった場合、優先権は、パーソナリティー側にある。

### プロに描かせろ（仮）
漫画家のみずしな孝之が、出題されたお題に記憶だけを頼りにいろんなマンガなどのキャラクターを描く。
| 第3回  | ジャイアン                     | ドラキュラ（怪物くん）                 | ブロッケンJr                     |                        |
| 第4回  | イヤミ（おそ松君）             | ラムちゃん                             | メーテル                         |                        |
| 第5回  | ピカチュー                     | リラックマ                             |                                  |                        |
| 第6回  | 喪黒服蔵                       | セーラームーン                         | エヴァンゲリヲン初号機           |                        |
| 第7回  | トトロ                         | タイガーマスク                         | スヌーピー                       | マリオ                 |
| 第8回  | 両津勘吉                       | 大空翼                                 |                                  |                        |
| 第9回  | 山岡士郎                       | トニートニー・チョッパー               | ハクション大魔王                 |                        |
| 第10回 | 鳥山明先生の自画像のロボット   | 磯野波平                               | ウナギイヌ                       | キングボンビー         |
| 第11回 | バッファローマン               | 砂かけババア                           | デビルマン                       |                        |
| 第12回 | パーやん（パーマン4号）        | マジンガーZ                            | ぶー太郎（ちびまる子ちゃん）     |                        |
| 第13回 | コロ助                         | ドナルドダック                         | ゲッターロボは描けず             |                        |
| 第14回 | ロビンマスク                   | 花形満                                 | クリボー                         |                        |
| 第15回 | タカ&トシのライオン            | みどりのマキバオー                     | ベンキマン                       |                        |
| 第16回 | じゃじゃ丸（ニコニコプン）     | 丹下段平                               | たけし（世紀末リーダー伝たけし） |                        |
| 第17回 | ニャロメ                       |                                        |                                  |                        |
| 第18回 | 湯婆(ユバーバ)                 | スッパマン                             |                                  |                        |
| 第19回 | ドロンジョ様                   | バルタン星人                           |                                  |                        |
| 第20回 | 猿（プロゴルファー猿）         | キッコロとモリゾウ                     |                                  |                        |
| 第21回 | 獣神サンダーライガー           | コエンマ（幽遊白書）                   |                                  |                        |
| 第22回 | ダルシム（スト2）              | ピッコロ大魔王                         |                                  |                        |
| 第23回 | 魔人ブウ                       | ロボコン                               | ネコバス                         |                        |
| 第24回 | ウランちゃん                   | ひこにゃん                             |                                  |                        |
| 第25回 | ドラミちゃん                   | ホッシー君                             | せんとくん                       |                        |
| 第26回 | 一堂零                         | ガチャピン                             | 白木屋のマーク（会長）           |                        |
| 第27回 | マーヤ（みつばちマーヤ）       | ガリガリ君                             |                                  |                        |
| 第28回 | キキ&ララ                      | 分電でんこちゃん                       |                                  |                        |
| 第29回 | 沖田艦長（宇宙戦艦ヤマト）     | 冴羽獠                                 |                                  |                        |
| 第30回 | まいっちんぐマチコ先生         | アルマジロ（本来は、違うよのコーナー） |                                  |                        |
| 第31回 | オスカル                       |                                        |                                  |                        |
| 第32回 | 佐川急便の飛脚                 | 月影先生                               | ウソップ                         |                        |
| 第33回 | ガイル（スト2）                | Mr.コンタック                          |                                  |                        |
| 第34回 | バタコさん                     |                                        |                                  |                        |
| 第35回 | 出木杉君                       | お茶の水博士                           | 人造人間16号（DB）               |                        |
| 第36回 | グリコのマーク                 | 天地君（ついでにとんちんかん）         | 黄桜のカッパ                     | 007（サイボーグ009）   |
| 第37回 | あさりちゃん                   | スライムナイト                         | 002、005（サイボーグ009）        | 008（サイボーグ009）   |
| 第38回 | 荒岩一味（クッキングパパ）     | 岸辺 露伴（ジョジョ第4部）             |                                  |                        |
| 第39回 | 004（サイボーグ009）           | 大原部長（こち亀）                     |                                  |                        |
| 第40回 | 空条徐倫（ジョジョ）           | 峰不二子                               |                                  |                        |
| 第41回 | ピーポ君（警視庁）             | ガッちゃん（Drスランプ）               |                                  |                        |
| 第42回 | キティちゃん                   | はたけカカシ                           | 野比のび助（ドラえもん）         | 梅さん（ど根性ガエル） |
| 第43回 | 佐倉魔美（エスパー魔美）       | 人造人間8号（ドラゴンボール）          | マルちゃんのマーク（東洋水産）   |                        |
| 第44回 | 最長老（ドラゴンボール）       | シャア・アズナブル                     | スナフキン                       |                        |
| 第45回 | すなどりねこ（ぼのぼの）       | 赤木しげる（アカギ）                   |                                  |                        |
| 第48回 | クリリン                       | L（デス・ノート）                      |                                  |                        |
| 第49回 | ウォーリー（映画）             | ウォーリー（探すほう）                 |                                  |                        |
| 第50回 | ドロンジョ様（2回目）          | R2-D2（スター・ウォーズ）              |                                  |                        |
| 第52回 | 海原雄山（美味しんぼ）         | マリンちゃん（海物語）                 |                                  |                        |
| 第54回 | ギニュー隊長（ドラゴンボール） | アナゴさん（サザエさん）               | 招き猫ダック（アフラック）       |                        |
| 第56回 | 大鷲のケン（ガッチャマン）     | クララとロッテンマイヤー               |                                  |                        |
| 第60回 | ヨッシー（ヨッシーアイランド） |                                        |                                  |                        |
| 第74回 | ドキンちゃん                   | ケロロ軍                               | みなしごハッチ                   |                        |
|        | ロックマン                     | アムロ・レイ                           |                                  |                        |
| 第79回 |                                |                                        |                                  |                        |

### くろしろクッキー君
今あるものに、勝手に別の名前を付ける。小栗由加が以前出演していたテレビのCM、ナビスコオレオを「くろしろクッキー君」と呼んだことに由来する。第16回からお題制になった。お題も募集中。
| 放送回  | お題               | 新しい呼び名                       |
| ------- | ------------------ | ---------------------------------- |
| 第16回  | オレオ             | ずらしてクリーム舐め取り           |
| 第17回  | 携帯電話           | ブルブルピッピ                     |
| 第18回  | パソコン           | マウスの相方                       |
| 第19回  | お風呂             | 入浴剤投入口                       |
| 第20回  | リモコン           | ケンカの根源                       |
| 第21回  | 花粉症             | じゅるかゆ                         |
| 第22回  | 卒業               | 大人の階段                         |
| 第23回  | お花見             | 花に見られ                         |
| 第24回  | プロ野球           | 熱き死闘の7ヶ月間                  |
| 第25回  | 餃子               | 俺の耳                             |
| 第26回  | ゴールデンウィーク | 連休ベリマッチ                     |
| 第27回  | 引越し             | さよなら大家                       |
| 第28回  | Ipod               | ウォークマン崩れ                   |
| 第29回  | 冷蔵庫             | ひんやり掲示板                     |
| 第30回  | 地デジ             | 女優・女子アナの敵                 |
| 第31回  | 梅雨               | エスカルゴカーニバル               |
| 第32回  | 傘                 | 一家に百本                         |
| 第33回  | 結婚               | レッツ役場                         |
| 第34回  | 眼鏡               | いろいろクッキリくん               |
| 第35回  | パンダ             | PND                                |
| 第36回  | 七夕               | お手軽神龍                         |
| 第37回  | 海の家             | 海だ！イェ〜イ！                   |
| 第38回  | 日食               | お日様、パックンチョ               |
| 第39回  | ビール             | 泡苦酒                             |
| 第40回  | スイカ             | パスモ                             |
| 第41回  | 盆踊り             | ぐーるぐる                         |
| 第42回  | 肝試し             | ファインディング・肝               |
| 第43回  | 高校野球           | 気がつけば年下                     |
| 第44回  | マクドナルド       | パンばさみ                         |
| 第45回  | シルバーウィーク   | 5連休                              |
| 第46回  | 社長               | ハゲメタボ                         |
| 第47回  | テスト             | お前を浪人生にしてやろうか？       |
| 第48回  | 秋刀魚             | さまんさ                           |
| 第49回  | 紅葉               | もみもみじじい                     |
| 第50回  | 新米               | ライスアバージン                   |
| 第51回  | 七五三             | 新千歳飴祭り(新千歳空港をイメージ) |
| 第52回  | コンビニ           | 何でも売ってる おでん屋            |
| 第53回  | ネコ               | ス キャット マン ニャン            |
| 第54回  | 宝くじ             | 有料版シェンロン                   |
| 第55回  | 忘年会             | 予約黙示録 幹事                    |
| 第56回  | ボーナス           | 1UP                                |
| 第57回  | クリスマス         | 山下達郎                           |
| 第58回  | お正月             | 何でも初めて祭り                   |
| 第59回  | マフラー           | 毛糸・デリカット                   |
| 第60回  | コタツ             | in the cat                         |
| 第61回  | 節分               | マメージング・グレイス             |
| 第62回  | バレンタイン       | 好きな人の好きな人が分かる日       |
| 第63回  | 冬季オリンピック   | すべったりすべらせたりんぴっく     |
| 第64回  | スキー             | スワロフ                           |
| 第65回  | ホワイトデー       | チョコの恩返し                     |
| 第66回  | 卒業式             | 体育の先生がネクタイを締める日     |
| 第67回  | ドラえもん         | ブルーインパクト                   |
| 第68回  | ビートルズ         | 横断歩道カルテット                 |
| 第69回  | 新入社員           | 若葉くん・若葉さん                 |
| 第70回  | ホームラン         | ナボナ                             |
| 第71回  | サッカー           | 友達蹴り                           |
| 第72回  | 遅刻               | Mr.遅れ                            |
| 第73回  | ダイエット         | やせーる                           |
| 第74回  | 谷亮子             | 投げるチョンチョコリン             |
| 第75回  | 万博               | まん ひろし                        |
| 第76回  | 玉置浩二           | 玉ちゃん                           |
| 第77回  | カエル             | ゲロ                               |
| 第78回  | 蓮舫               | 短髪                               |
| 第79回  | ブブゼラ           | 笛の一発屋                         |
| 第80回  | ビール             | ごきゅぷはー                       |
| 第81回  | 天の川             | 超素敵川                           |
| 第82回  | 花火               | 綺麗爆弾                           |
| 第83回  | 扇風機             | ぐるぐるヘッド                     |
| 第84回  | かき氷             | キンキンキッズ                     |
| 第85回  | 金魚すくい         | レスキュー金魚                     |
| 第86回  | iPad               | パッドしてGood!                    |
| 第87回  | セミ               | 余命一週間の花嫁                   |
| 第88回  | プリウス           | しずかちゃん(エンジン音が)         |
| 第89回  | 夏休みの宿題       | 写すんです                         |
| 第90回  | セーラームーン     | 月亭一門                           |
| 第91回  | 台風               | 風のビュンビュン丸                 |
| 第92回  | 白鵬               | すもうつよし                       |
| 第93回  | 学園祭             | 思いがけない、恋が生まれる祭       |
| 第94回  | イチロー           | 打つろー                           |
| 第95回  | ハロウィン         |                                    |
| 第96回  | 食べるラー油       |                                    |
| 第97回  | ドラフト会議       |                                    |
| 第98回  | SP                 |                                    |
| 第99回  | おでん             |                                    |
| 第100回 | 宇宙戦艦ヤマト     | （11月23日放送予定・募集中）       |

### マジメな疑問をぶつけるコーナー
座長さんの以前からの疑問に対して視聴者がメールで答えを送ったことから始まった。劇団員や、視聴者が普段、疑問に思っていることを質問するコーナー。その疑問について、みんな（視聴者を含む）で答えるコーナー。 
| 放送回 | 疑問                                                                                |
| ------ | ----------------------------------------------------------------------------------- |
| 第23回 | サイレンサーを全ての拳銃に付けないのはなぜ？                                        |
| 第24回 | 小さい犬まで、縄張りを主張するマーキングをするのはなぜ？                            |
| 第25回 | かき氷の”ブルーハワイ”ってなんなの？                                                |
|        | 女の人の悲鳴は、なんで「キャー！」なの？                                            |
|        | サイヤ人”ナッパ”がもしもスーパーサイヤ人になるとどうなるの？                        |
| 第26回 | フルチンとフリチンってどう違うの？                                                  |
|        | ハゲ茶瓶っていったいなに？                                                          |
| 第27回 | 野球のショートって何で遊撃手なの？                                                  |
|        | ジャンプ一番の”一番”てなに？                                                        |
|        | 男の人の乳首って何のためについてるの？                                              |
| 第28回 | お相撲さんの”お”は、なんでついてるの？                                              |
| 第30回 | 「ガッチャマン」の名前の由来はなに？                                                |
| 第31回 | 「時限爆弾」の赤と青のコードの由来はなに？                                          |
| 第32回 | ハゲとひたいの境界線はなに？                                                        |
|        | 電車のいすに座る時なぜ端から座ってしまうの？                                        |
|        | ○○円からお預かり〜のからってなに？                                                  |
| 第33回 | 学校で悪いことをした時に、廊下に立たせる効果はなに？                                |
| 第34回 | 真の紳士のスポーツについてはなに？                                                  |
| 第36回 | 亀戸（かめいど）の”い”ってどこにいったの？                                          |
|        | 何故”たなばた”は、”七夕”と書くの？                                                  |
|        | 楽チンの”チン”って何？                                                              |
| 第40回 | 車掌のしゃべり方はどうして特徴のあるしゃべり方なの？                                |
| 第46回 | 八ッ場（やんば）ダムの”ッ”をなんで”ん”と読むの？                                    |
| 第61回 | 「茶色」って、お茶は緑なのに、なんであんな色なの？                                  |
| 第68回 | 土田さんの小学校で掃除の時間に流れていた曲ってなに？（口ドレミファドンで演奏あり）  |
| 第69回 | 土田さんの小学校で掃除の時間に流れていた曲ってなに？（口ドレミファドンで演奏あり）2 |
| 第70回 | 土田さんの小学校で掃除の時間に流れていた曲ってなに？（口ドレミファドンで演奏あり）3 |

### 言うまでもない!
第32回から始まった新コーナー。言うまでもないことを送る新コーナー。ホントに言うまでもないパターン、全然言うまでも無くないことを言うまでもないと言い切るパターンがある。
必ず最後に「言うまでもない」で終わるのがルール。

### その他
「行ってみてポン！」
「うわの空・藤志郎一座」のメンバーが行って来た場所をビデオで紹介するコーナー。
「普通のお便り」
正しくはコーナーではないが、オープニングだけでなく、リアルタイムに送られてくるメールを読む。生放送を聞いて思ったことをメールすると読まれやすい。
「違うよのコーナー」
コーナー化しているが、コーナーではない。その為読まれてもポイントは入らない。あくまでも各コーナー宛に届いたが、趣旨と内容の違いを気づいてもらうためのコーナーである。

## ポイント
メールを紹介され、面白いとポイントがもらえる。ポイントによって様々なノベルティーをもらえる。ポイントは主に座長が独断で決定する。
初めての採用は無条件でポイントがもらえる。番組開始当初はポイントに関してのハードルが高く、初採用以外ポイントがもらえない週もあったが、現在は比較的ポイントを貰いやすくなっている。

## ノベルティー
2008年（平成20年）12月5日に、ノベルティーをもらえるポイントが、最初に決まっていたポイントより若干高めに変更された。番組開始当初に比べポイントがもらい易くなったためである。
海外旅行が1万ポイントでもらえる予定であったが、10万ポイントに設定された。これに対し座長より「ポイントを上げる基準を当初の予定よりも10倍甘くしたので、海外旅行も10倍にしました。」とのコメントがあった。
また、第25回放送で、誰かが50ポイントを達成したときに、25ポイントの賞品と50ポイントの賞品が入れ替わることが発表された。
第37回の放送でとんびさんが50ポイントに達したため、25ポイントの賞品と50ポイントの順番が入れ替わった。また、75ポイントの賞品であった、メンバー用の青いうわの空Tシャツ（非売品）は、在庫がなくなったため、変更になった。それにともなって100ポイントの賞品が、75ポイントに変更された。
番組が始まった後、5ポイント以降、順次決まり紹介されているが、現在決まっているものは以下の通りであり、これからも増える可能性がある。
★1ポイント
みずしな孝之先生描き下ろしポストカード（メンバーのサイン入り）
★5ポイント
みずしな孝之先生描き下ろしポストカード（フルカラー）
★10ポイント
オリジナルステッカー&みずしな先生1点ものイラスト
★25ポイント
オリジナルDVD（非売品）
商品化出来ない秘蔵映像のDVD
★50ポイント
みずしな孝之先生描き下ろし色紙
★75ポイント
オリジナルDVD第2弾＋何か良いもの
★100ポイント
何か良いもの考えてます、とのこと
　うわの空打ち上げ参加権（割勘）
★10000ポイント
国内旅行
★100000ポイント
海外旅行

## 都道府県ポイント
もともとは、「お国自慢マン」のコーナーで採用された場合のポイントであった。
現在はそのポイントを引き継ぎ、各コーナーでメールを採用されたら、採用者の所在都道府県にポイントが入る。ある一定期間で一番ポイントが多かったところに、うわの空・藤志郎一座が出張ライブに行くことになっている。

## 放送トラブル
- 2011年（平成23年）1月11日 - 放送開始から機材の誤操作で6分間、聴取者が番組を聴取できないトラブルが発生した。

## 放送休止
- 2009年（平成21年）5月5日の放送は「うわの空・藤志郎一座 第28回本公演」のため番組はお休みとなった。
- 2009年（平成21年）8月25日の放送はBBstationの諸事情により番組はお休みとなった。
- 2009年（平成21年）9月8日の放送は諸事情により番組はお休みとなった。
- 2009年（平成21年）10月6日の放送は「うわの空・藤志郎一座 第29回本公演」の最中のため番組はお休みとなった。
- 2009年（平成21年）12月29日の放送はBBstationの諸事情により番組はお休みとなった。
- 2010年（平成22年）1月5日の放送はBBstationの諸事情により番組はお休みとなった。
- 2010年（平成22年）2月23日の放送はBBstationの諸事情により番組はお休みとなった。
- 2010年（平成22年）5月4日の放送は「うわの空・藤志郎一座 第30回本公演」のため番組はお休みとなった。
- 2010年（平成22年）10月5日の放送はうわの空・藤志郎一座 第31回本公演「ダブルファンタジー」のため番組はお休みとなった。
- 2010年（平成22年）12月21日の放送はBBstationの諸事情により番組はお休みとなった。
- 2011年（平成23年）3月22日の放送は諸事情により番組はお休みとなった。